# Albatros D.III
De Albatros D.III is een zeer succesvol, eenpersoons dubbeldekker jachtvliegtuig uit de Eerste Wereldoorlog, in gebruik bij de luchtmacht van Duitsland en Oostenrijk-Hongarije. Gefabriceerd door de Albatros-Flugzeugwerke werd het geïntroduceerd in december 1916. Veel azen van de Duitse luchtmacht hebben erin gevlogen, onder meer Manfred von Richthofen, Eric Lowenhardt, Kurt Wolfe en Karl Emil Schaeffer. Bij de Oostenrijks-Hongaarse luchtmacht behaalde Frank Linke-Crawford overwinningen in zijn Albatros D.III.

## Ontwerp en productie

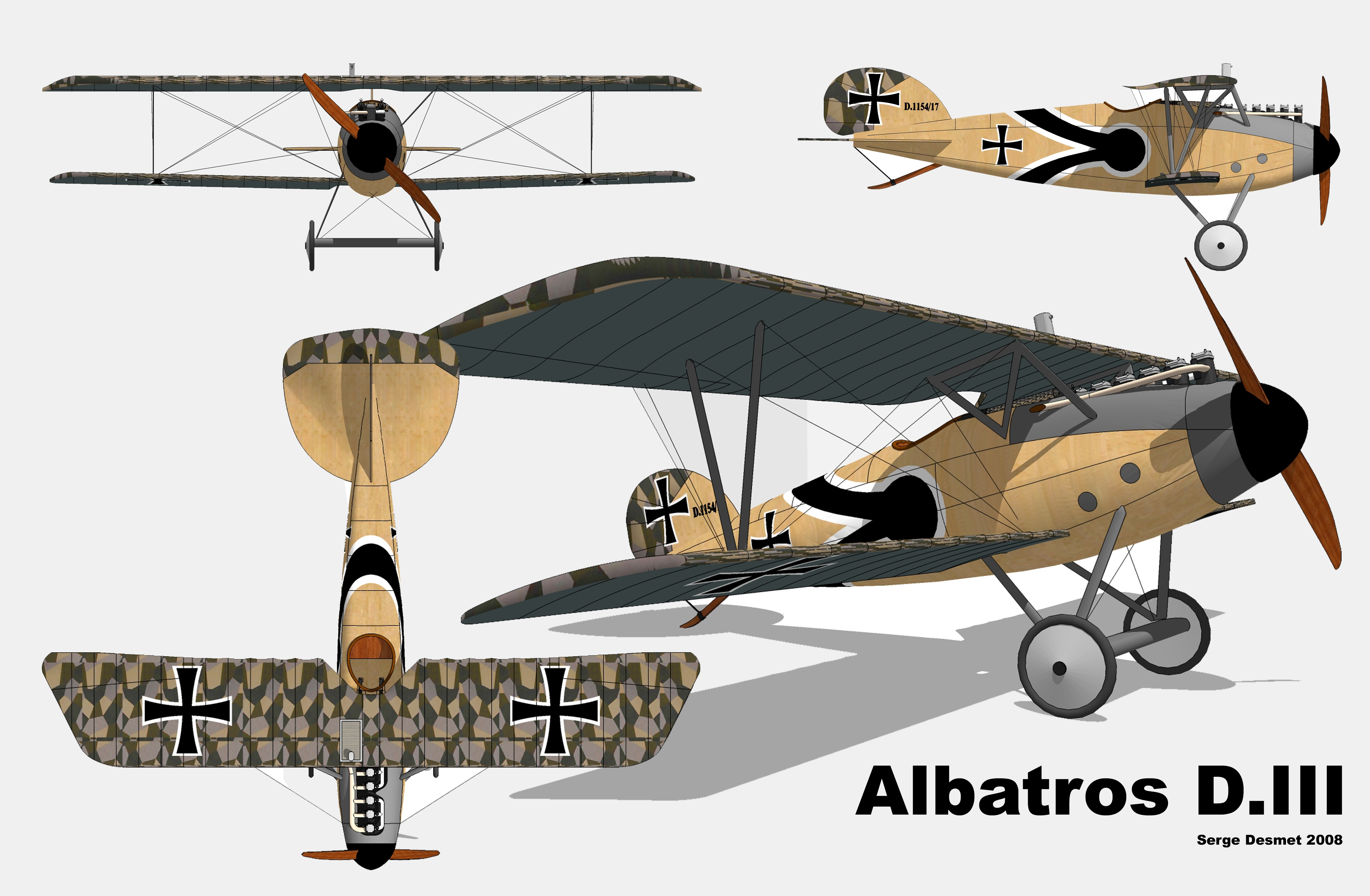
Albatros D.III

Robert Thelen en Dipl.-Ing. Schubert ontwierpen de D.III. Als aandrijving gebruikte het een zes-cilinder, 119 kW Mercedes D.III motor, waardoor het toestel een topsnelheid van 165 km/u haalde. Later werden de toestellen opgewaardeerd met een 127 kW motor. Met de gesynchroniseerde Maxim-mitrailleurs was het mogelijk om tussen de ronddraaiende bladen van de propeller door te schieten zonder ze te raken.
Vanwege het succes van de Albatros D.I en D.II werd dezelfde romp gebruikt. De vleugels werden in een "V"-vorm geplaatst, waardoor de Britten dit type ook wel de "V-strutter" noemden.
Dit toestel bleek betere klimeigenschappen te hebben, was wendbaarder en had een beter zicht omlaag dan de vorige types. Het toestel was comfortabel en makkelijk te vliegen, maar bleek onveilig tijdens duikvluchten. Ook de opvolger van dit toestel, de D.IV bleek dit probleem nog in zich te hebben.
In totaal zijn er ongeveer 1350 D.III's gebouwd.